# Entomatada

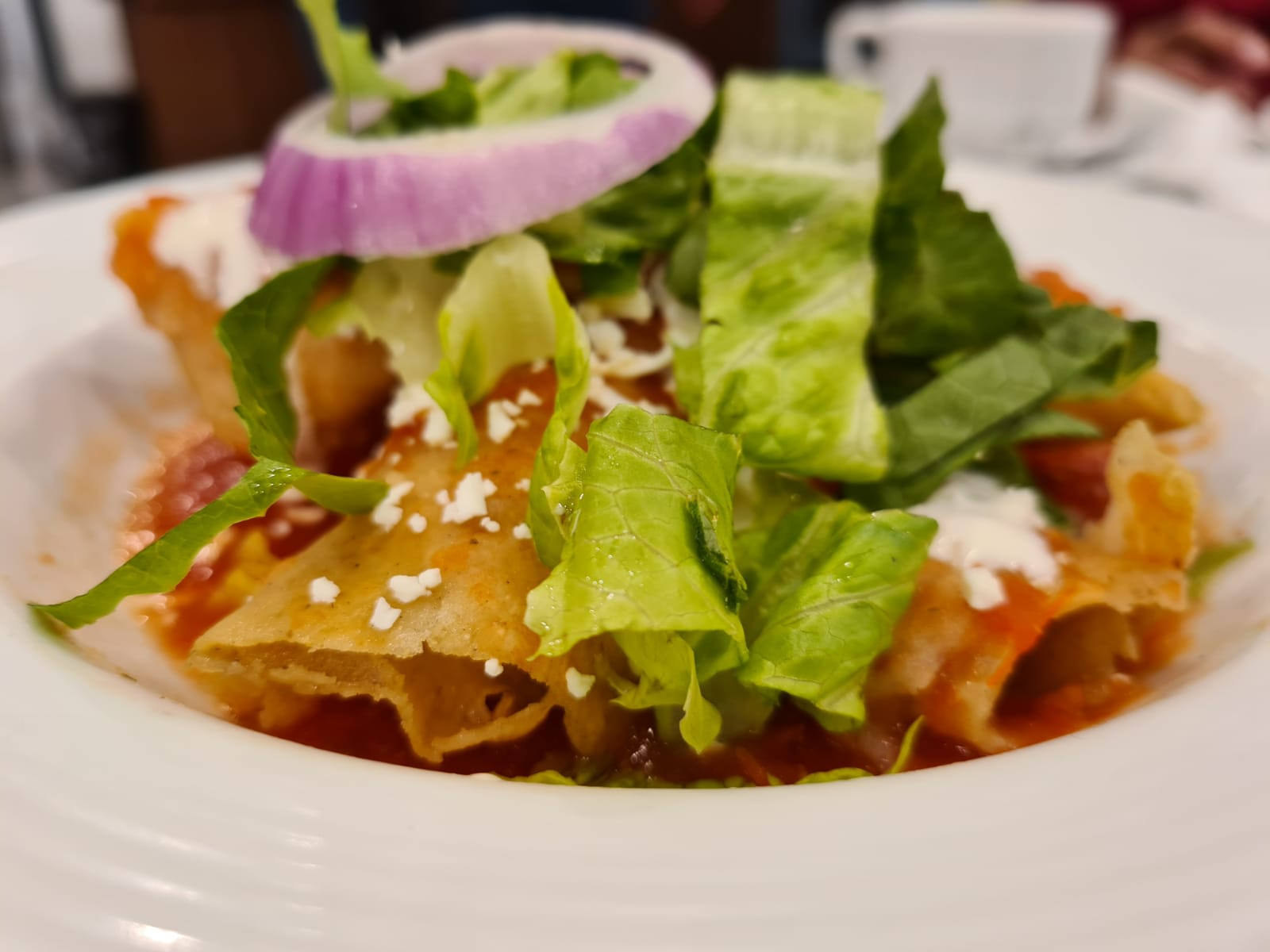
Un plato de entomatadas.

Las entomatadas son un platillo típico mexicano, muy similar a las enfrijoladas. Consisten en una tortilla bañada en salsa de tomate, preparada con sal, ajo, cebolla, orégano y chile, aunque las proporciones de estos ingredientes varían enormemente dependiendo del gusto del cocinero. Las tortillas van dobladas en dos, como si fueran un taco, pueden ser sin relleno o bien, rellenas de pollo, res, queso, huevo, o frijoles. La mayoría de las veces, el pollo y la carne se cocinan a presión para que la carne esté tierna y se pueda separar con los dedos. Se vierte más salsa de tomate encima de las tortillas rellenas y el plato se adorna con crema agria, queso rallado (queso fresco) y rodajas de cebolla blanca.
Las entomatadas suelen servirse con frijoles refritos o en ocasiones con arroz. Son algo similares a las enchiladas, la principal diferencia es su salsa a base de tomate, a diferencia de una salsa de chile.